# Jałowiec kolczasty
Jałowiec kolczasty (Juniperus oxycedrus L.) – gatunek rośliny z rodziny cyprysowatych (Cupressaceae). Jest pospolity w basenie Morza Śródziemnego, na wschodzie spotykany po Kaukaz i północny Iran. W rejonie Morza Śródziemnego jest najbardziej rozpowszechnionym gatunkiem jałowca. W Polsce przemarza i nie może być uprawiany w gruncie. Bardzo trwałe drewno tego gatunku używane jest w rzeźbiarstwie i meblarstwie. Stosowane jest także do wyrobu węgla drzewnego. Jest wonne i wraz z młodymi pędami służyło we francuskich Alpach Nadmorskich do destylacji olejku wykorzystywanego do celów medycznych; głównie w leczeniu chorób skóry.

## Morfologia

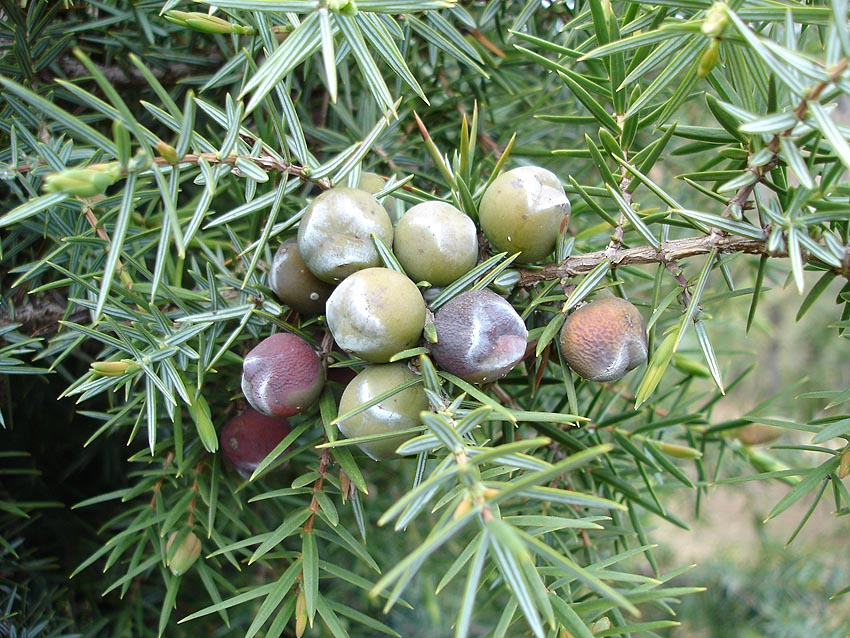
Igły i szyszkojagody

PokrójKrzew lub niewielkie drzewo osiągające do 6–10 m wysokości (rzadko do 14 m), o pniu do 1 m średnicy. Kora czerwonobrązowa do jasnoszarej. Początkowo gładka, z wiekiem łuszczy się długimi, wąskimi pasmami.
LiścieIgłowate (brak łusek), równowąskie, zielone, o długości od 12 do 18 mm i szerokości od 1 do 1,5 mm. Z dwoma białymi paskami na górnej powierzchni. Wyrastają w okółkach po 3. Są sztywne i bardzo kłujące – mają długo zaostrzony wierzchołek.
KwiatyRozdzielnopłciowe (rośliny dwupienne). Kwiaty pręcikowe w kulistawych strobilach o długości 1 mm rozwijających się na końcach gałązek, pojedynczo w kątach liści, po 2–3 w każdym z okółków. Kwiaty żeńskie także w kulistawych strobilach wspartych 6 łuskami. Po zapyleniu formują się szyszkojagody dojrzewające w kolejnym roku o średnicy od 6 do 12 mm, w stanie dojrzałym są czerwonobrązowe. Zawierają po 2–3 nasiona, rzadko 1 lub 4.

## Zmienność
Gatunek jest bardzo zmienny z natury i wśród roślin dziko rosnących opisano różne odmiany i formy, jednak współcześnie nie są uznawane i w znacznej części stanowią synonimy nazwy gatunkowej.

## Biologia i ekologia
Gatunek występuje w garigu, w makii, w lasach sosnowych, porasta górskie stoki. Na obszarach górskich rośnie do 3150 m n.p.m. Kwitnie od marca do maja. Bardzo często na pędach tego jałowca rozwija się półpasożyt – Arceuthobium oxycedri.